# Jörg Krähenbühl
Jörg Krähenbühl (* 7. März 1946; heimatberechtigt in Reinach und Signau) ist ein Schweizer Politiker (SVP).

## Leben
Krähenbühl war von 1999 bis 2007 Landrat des Kantons Basel-Landschaft, davon die letzten vier Jahre als Präsident der SVP-Landratsfraktion. Von 2004 bis 2007 hatte er als Gemeinderat in Reinach das Ressort Hochbau inne. Am 1. Juli 2007 wurde er in den Regierungsrat gewählt, wo er der Bau- und Umweltschutzdirektion vorstand. 2010/11 war er Regierungspräsident. Bei der Neuwahl der fünfköpfigen Kantonsregierung vom 27. März 2011 erzielte er von den sieben Kandidaten nur das sechstbeste Ergebnis und wurde damit aus dem Regierungsrat abgewählt.
Krähenbühl ist verheiratet und hat zwei erwachsene Kinder.